# Teuringshofen
Teuringshofen ist ein Ortsteil der Stadt Schelklingen im Alb-Donau-Kreis in Baden-Württemberg. Der Weiler mit circa 30 Einwohnern liegt im Tal der Schmiech zwischen Hütten und Schmiechen.

## Geschichte
Der Ort, der 1299 als „Tiuringeshoven“ erstmals erwähnt wurde, gehörte zur Herrschaft Steußlingen. Der Weiler bestand 1700/01 lediglich aus vier Anwesen, wovon drei zum Amt Steußlingen (davon zwei Bauerngüter und eine kleine Sölde) und eines dem Kloster Urspring (eine kleine Sölde) gehörte. Das Gut des Klosters wurde vom urspringischen Wässerer bewohnt, welcher für die Wiesenwässerung der Urspringer Wiesen unterhalb Teuringshofen zuständig war. Trotz der geringen Größe des Weilers besaß Teuringshofen eine eigene Gemarkung und es wurden dort auch frühmittelalterliche Bestattungen entdeckt. 
Anfang des 19. Jahrhunderts wurde er als Teil von Ennahofen dem Oberamt Ehingen zugeteilt. 
Teuringshofen wurde Anfang der 1970er Jahre dem Alb-Donau-Kreis zugeteilt und 1976 nach Schelklingen eingemeindet.

## Sehenswürdigkeiten

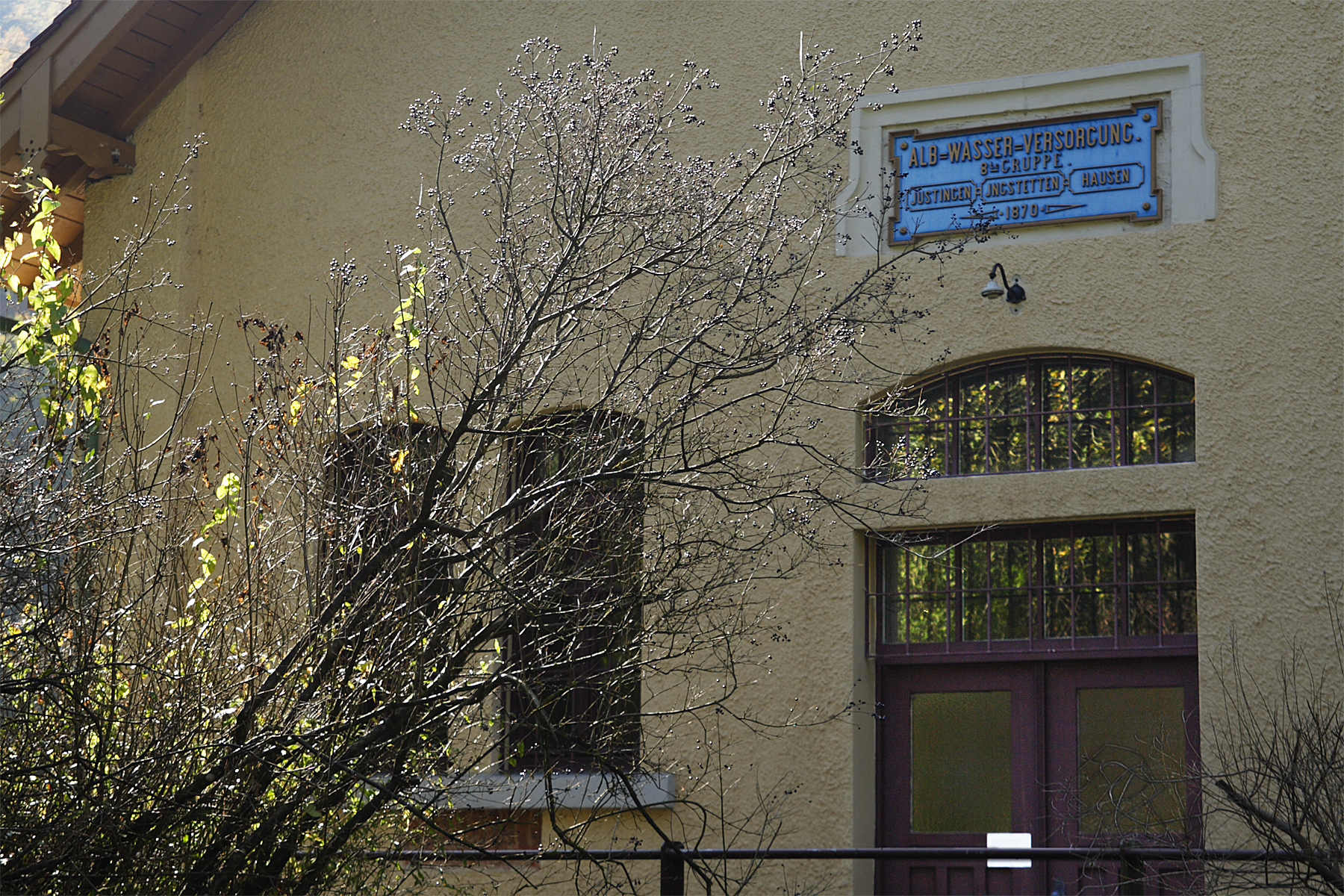
Pumpwerk bei Teuringshofen

- Pumpwerk der Albwasserversorgung aus dem Jahr 1870, dies ist das erste Pumpwerk, in dem das Wasser auf die Albhochfläche nach Justingen gepumpt wurde. Heute ist es als Museum eingerichtet.